# Crossopalpus aeneus
Crossopalpus aeneus is een vliegensoort uit de familie van de Hybotidae. De wetenschappelijke naam van de soort is voor het eerst geldig gepubliceerd in 1871 door Walker.